# Vincenzo Manfredini
Vincenzo Manfredini (22. října 1737 Pistoia – 5. srpna nebo 16. srpna 1799 Petrohrad) byl italský cembalista, hudební skladatel a teoretik.

## Život
Vincenzo Manfredini se narodil v Pistoi, nedaleko Florencie. Hudbu studoval u svého otce, skladatele Francesco Onofria Manfrediniho. Dalšími jeho učiteli byli Giacomo Antonio Perti v Bologni a Giovanni Andrea Fioroni v Miláně.
V roce 1758 doprovázel svého bratra zpěváka Giuseppe Manfrediniho, který odjel s operní společností Giovanni Battisty Locatelliho do Moskvy. (Locatelliho společnost působila v letech 1748–1756 také v Praze.) Z Moskvy pokračoval do Petrohradu, kde se stal kapelníkem na dvoře careviče Petra Fjodoroviče. Když se Petr Fjodorovič stal v roce 1762 carem Petrem III. Ruským učinil Manfrediniho šéfem dvorní italské operní společnosti. Po carově smrti ho v této funkci potvrdila i carevna Kateřina II. Veliká. Když však k ruskému carskému dvoru přišel Baldassare Galuppi, byl Manfredini degradován na skladatele baletní hudby do Galuppiho oper a učitele hudby Pavla Petroviče, budoucího cara Pavla I.
V roce 1769 se vrátil do Itálie, usadil se v Bologni. Po dvou nepříliš úspěšných operních pokusech se věnoval instrumentální hudbě. Publikoval několik symfonií a smyčcových kvartet. Nejvýznamnějším dílem z toho období je však teoretický spis Regole armoniche, o sieno precetti ragionevoli per apprendere la musica, který vyšel v Benátkách v roce 1775.
Když se Pavel Petrovič stal v roce 1796 carem, pozval svého bývalého učitele zpět do Petrohradu. Manfredini přijel do Petrohradu v září 1798. O rok později však zemřel, aniž se ujal funkce.

## Dílo

### Opery
- Semiramide riconosciuta (libreto Pietro Metastasio, 1760, Petrohrad-Oranienbaum)
- La musica trionfante (libreto L. Lazzaroni, 1761, Petrohrad)
- Olimpiade (libreto Pietro Metastasio, 1762 Moskva)
- Carlo Magno (libreto L. Lazzaroni, 1763 Petrohrad)
- La finta ammalata (libreto Carlo Goldoni, 1763 Petrohrad)
- La pupilla (libreto Carlo Goldoni, 1763 Petrohrad)
- Armida (libreto Iacopo Durandi podle Torquato Tasso: Osvobozený Jeruzalém, 1770 Bologna)
- Artaserse (libreto Pietro Metastasio, 1772 Benátky)

### Kantáty
- La pace degli eroi (libreto L. Lazzaroni; Petrohrad 1762)
- Il consiglio delle muse (libreto Locatelli; Moskva 1763)
- Le rivali (libreto Lazzaroni; Petrohrad 1765)

### Balety
- Amour et Psyché (Moskva, 1762)
- Pygmalion (Petrohrad, 1762)
- Les amants réchappés du naufrage (Petrohrad, 1766)
- Le sculpteur de Carthage (Petrohrad, 1766)
- La Constance recompensée (Moskva, 1767).

### Duchovní hudba
- Esther (oratorium, Benátky, 1792)
- Requiem (per l'imperatrice Elisabetta II, Moskva, 1762)
- Laudate Dominum per soprano, coro e orchestra.

### Instrumentální hudba
- 6 symfonií (1776)
- Koncert pro cembalo (1769)
- 6 smyčcových kvartet (1781)
- 6 trií pro dvoje housle a basso continuo
- 6 sonát pro cembalo (1765)
- 14 preludií pro cembalo